# Dagmar Möller

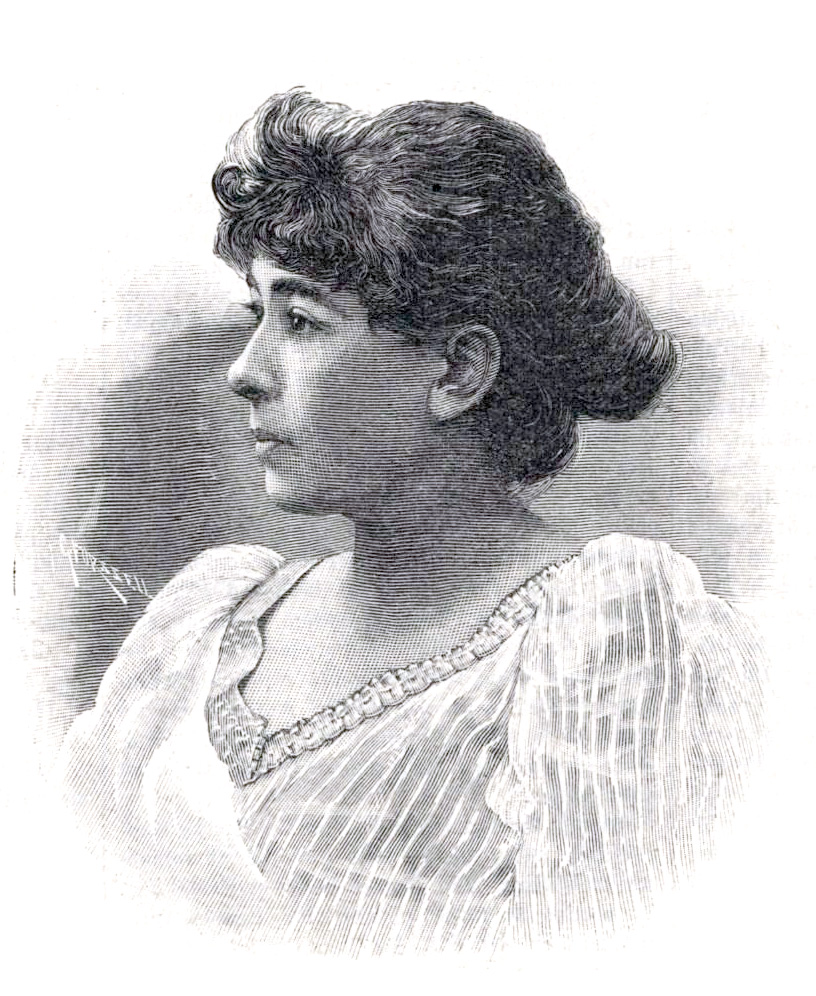
Dagmar Möller (1893)

Dagmar Henriette Möller (* 19. Dezember 1866 in Oslo als Dagmar Henriette Bosse; † 13. Januar 1956 in Stockholm) war eine schwedische Sängerin und Gesangspädagogin norwegischer Herkunft.

## Leben
Dagmar Henriette Bosse kam 1866 als vierte Tochter von Johann Heinrich Bosse (1836–1896) und Anne-Marie Lehmann (1836–1896) zur Welt. Sie war die Schwester von Harriet Bosse und Alma Fahlstrøm. Die Familie zog 1879 nach Stockholm. Sie studierte zwischen 1882 und 1887 am Stockholmer Konservatorium und war von 1887 bis 1894 am Royal Theatre beschäftigt. Sie hatte großen Erfolg in Comic-Rollen zwischen 1891 und 1893 in Stockholm und in Oslo. Von 1900 bis 1926 war sie Gesangslehrerin am Musikkonservatorium und von 1903 bis 1913 an der Opernhochschule Stockholm sowie von 1900 bis 1913 in Theaterproduktionen. Die Schwedin wurde am 26. März 1903 als Mitglied 507 in die Königlich Schwedische Musikakademie gewählt und 1911 mit dem Litteris et Artibus ausgezeichnet. Sie heiratete im Jahr 1888 den Musiker Adolf Teodor Sterky und 1896, nach acht Jahren, den Architekten Carl Möller.